# Honda Acty
Honda Acty – produkowany od 1977 roku przez koncern Honda mały mikrovan. Obecnie produkowana jest czwarta generacja modelu.

## Honda Acty I
Honda Acty I to mały mikrovan występujący w różnych wersjach nadwoziowych: ciężarówka, van, autobus, nadwozie przeznaczone dla zabudowy.

## Honda Acty II
Honda Acty II produkowana była przez okres 2 lat. Wyposażoną ją w nowy, mocniejszy silnik o mocy 34 KM. Auto sprzedawano jako platforma do zabudowy, ciężarówka i autobus.

## Honda Acty III
Honda Acty III to gruntownie zmodernizowana pierwsza generacja auta, którą wyposażono w nowy, większy i mocniejszy silnik. Występował w wersjach: platforma do zabudowy, ciężarówka, autobus, samochód roboczy. 

## Honda Acty IV
Honda Acty IV została zaprezentowana w 1999 roku, kiedy to w Japonii uległy zmianom przepisy samochodowe. Produkowana jest nadal w japońskiej fabryce Hondy jako wywrotka, ciężarówka i autobus.